# Jacob Wallenius
Jacob Wallenius, född den 13 december 1761 i Vittinge, Västmanlands län, död den 3 januari 1819 i Patzig på Rügen, var en svensk språkman, son till dåvarande kaplanen i Vittinge, sedermera kyrkoherden i Alsike Lars Wallenius.
Wallenius blev student vid Uppsala universitet 1773, filosofie magister vid Greifswalds universitet 1783, docent i grekiska litteraturen där 1785, vice bibliotekarie 1786, extra ordinarie professor i tyska, estetik, latin och österländska språk 1795 och 1810 kyrkoherde i Patzig. 
År 1806 hade Wallenius kreerats till teologie doktor vid Rostocks universitet . Han var 1795 Gustaf IV Adolfs tilltänkta gemål mecklenburgska prinsessan Lovisa Charlottas lärare i svenska. Han var talare och skald (på latin och tyska) samt biograf. Han bidrog väsentligt till kännedomen i Tyskland av svensk litteratur.